# Embaixada do Brasil em Bamako
A Embaixada do Brasil em Bamaco é a missão diplomática brasileira em Mali, sendo responsável por manter e desenvolver as relações entre Brasil e Mali.
A missão diplomática se encontra no endereço Rue 113 - Porte 62, Badalabougou Oest, Bamaco, Mali.
Desde 07 de outubro de 1960, o Brasil reconhece a Independência do Mali (denominado durante o período colonial e inicialmente como Sudão Francês). Todavia, a representação diplomática no país era cumulativa com a da Embaixada do Brasil em Acra (Gana) até janeiro de 1964, quando esta representação passou a ser cumulativa com a Embaixada do Brasil em Dacar (Senegal).
Esta Embaixada do Brasil em Bamako somente foi criada em 11 de outubro de 2007, por meio do Decreto nº 6.238/2007, sendo instalada em 2008, tendo Jorge José Frantz Ramos como primeiro embaixador.
A Embaixada do Brasil em Bamaco vem sendo um posto diplomático de articulação da cooperação internacional Sul-Sul verificada entre o Brasil e demais países africanos, principalmente nas ações de cooperação técnica em agricultura intermediadas por meio da Agência Brasileira de Cooperação (ABC).
Em 2023, este posto diplomático foi notícia na imprensa brasileira pelo fato de o embaixador chefe deste posto, Carlos Eduardo de Ribas Guedes, foi acusado de assédio contra os demais funcionários da embaixada.
Esta embaixada tem sido chefiada pela diplomata e ministra Isabel Cristina de Azevedo Heyvaert que atua como encarregada de negócios deste posto.